# Kasteel van Couffour
Het Kasteel van Couffour (Frans: Château de Couffour) is een kasteel in de Franse gemeente Chaudes-Aigues. Het kasteel is een beschermd historisch monument sinds 1969. Het eerste bouwfeit was een gebouw uit de 14de eeuw, de gevel geflankeerd door zeven torens met conische daken. Er blijft een toren over, een gebouw er tegenover, een lage muur en een portaal dat een vierkante binnenplaats vormt. Iets lager maakt een boerderij het geheel af. De ronde toren bevat een wenteltrap die toegang geeft tot de bovenverdiepingen. Meerdere kamers hebben zeventiende-eeuwse muurschilderingen, met motieven van bloemen en vrouwenportretten.